# Jan Laslop
Jan Laslop (* 26. dubna 1959) je bývalý český fotbalista, brankář.

## Fotbalová kariéra
V československé lize hrál za Sigmu Olomouc a FC Vítkovice. V československé lize nastoupil ve 38 utkáních. V České lize přidal ještě jedno utkání v sezóně 93/94. Ve druhé nejvyšší soutěži chytal i za VOKD Poruba a Baník Havířov.

## Ligová bilance
| Ročník                                   | Zápasy | Góly | Klub                |
| ---------------------------------------- | ------ | ---- | ------------------- |
| Česká národní fotbalová liga 1982/83     | 20     | 0    | VOKD Poruba         |
| Česká národní fotbalová liga 1983/84     | 22     | 0    | VOKD Poruba         |
| Česká národní fotbalová liga 1984/85     | 25     | 0    | VOKD Poruba         |
| Česká národní fotbalová liga 1985/86     | 12     | 0    | VOKD Poruba         |
| 1. československá fotbalová liga 1986/87 | 7      | 0    | Sigma Olomouc       |
| Česká národní fotbalová liga 1987/88     | 9      | 0    | Baník Havířov       |
| 1. československá fotbalová liga 1991/92 | 15     | 0    | TJ Vítkovice        |
| 1. československá fotbalová liga 1992/93 | 16     | 0    | SSK Vítkovice       |
| 1. česká fotbalová liga 1993/94          | 1      | 0    | FC Kovkor Vítkovice |
| CELKEM                                   | 39     | 0    |                     |